# Förspänning
Förspänning innebär att något spänns upp i förväg, för att kunna tåla en motriktad belastning i den kraftpåverkade zonen. Den motriktade belastningen tas upp genom att spänningen minskar i motsvarande grad. Så länge det finns en restspänning kvar, skadas inte konstruktionen av den motriktade belastningen. Däremot ökar skaderisken markant, när restspänningen försvinner och förspänningen ersätts med kompression. 
Ju hårdare förspänning, desto större kan den motriktade belastningen vara utan att konstruktionen tar skada. Ju större kraftpåverkad zon, desto större kan den motriktade belastningen vara utan att konstruktionen skadas.

## Cykelhjul
Ett ekrat cykelhjul är ett typexempel på en förspänd konstruktion, där ekrarna är spända för att tåla mer eller mindre kraftiga påkänningar som kan uppkomma under cykelfärdens gång. Däck och fälg tar upp cyklistens vikt och eventuella stötar, som fördelas över de ca 4 ekrarna i fälgens kraftpåverkade zon. Dessa ekrar svarar genom att minska sin ekerspänning i motsvarande grad. Om en cyklist med en tyngd av 800 N (vikt ca 81,5 kg) sätter sig på en enhjuling, minskar ekerspänningen i genomsnitt med 200 N i den kraftpåverkade zonen (4*200 = 800 N).
Ju hårdare ekrarna är spända, desto kraftigare påfrestningar kan cykelhjulet tåla utan att ta skada. Ett cykelhjul med en ekerspänning på endast 500 N, tål således en påkänning på ca 4*500 = 2000 N (ca 204 kg kraft) utan att ta skada. Ett välbyggt cykelhjul har en ekerspänning på ca 1000 N och tål då smällar på ca 4*1000 = 4000 N (ca vad 407 kg motsvarar i tyngd) utan att ta skada. Skulle däremot hjulet utsättas för ännu kraftigare påkänningar, är det stor risk att hjulet kollapsar och blir obrukbart.
Allt eftersom det belastade cykelhjulet roterar, kommer nya ekrar in i fälgens kraftpåverkade zon. Dessa ekrar minskar då sin ekerspänning. De ekrar som lämnar den kraftpåverkade zonen, återfår sin ursprungliga ekerspänning. När hjulet roterar under belastning, utsätts alltså ekrarna för spänningsvariationer. Det är dessa spänningsvariationer som så småningom leder till utmattningsskador och medföljande ekerbrott. Notera att alla ekerbrott inträffar när ekern lämnar den kraftpåverkade zonen och ekerspänningen åter ökar.